# Slantsy
Slantsy (ryska: Сла́нцы) är en stad i Leningrad oblast i västra Ryssland, belägen vid floden Pljussa, 192 kilometer väster om Sankt Petersburg. Staden har cirka 33 000 invånare. Stadens grundare var Sergej Kirov och han lät bygget av staden påbörjas den 9 april 1930. 